# ミシェル・マゴリアン
ミシェル・マゴリアン（Michelle Magorian、1947年11月6日 – ）は、イギリスの児童文学作家。

## 著書
- Goodnight Mister Tom（『おやすみなさいトムさん』） (1980)
- Back Home (1984)
- Waiting for My Shorts to Dry (1989)
- Who's Going to Take Care of Me? (1990)
- Orange Paw Marks (1991)
- A Little Love Song(Not a Swan (1992))（『イングリッシュローズの庭で』） (1991)
- In Deep Water (1992)
- Jump (1992)
- A Cuckoo in the Nest (1994)
- A Spoonful of Jam (1998)
- Be Yourself (2003)
- Just Henry (2008)
- Impossible (2014)

## 日本語訳された作品
- 『おやすみなさいトムさん』児童図書館・文学の部屋、中村妙子訳、評論社、1991年
- 『イングリッシュローズの庭で』小山尚子訳、徳間書店、1998年

## 受賞歴
- ガーディアン賞 1982年（Goodnight Mister Tom（『おやすみなさいトムさん』）に対して）
- 第46回産経児童出版文化賞 1999年（『イングリッシュローズの庭で』）に対して）